# Vito Li Causi
Vito Li Causi (Castelvetrano, 17 ottobre 1946 – Castelvetrano, 13 ottobre 2015) è stato un politico italiano.

## Biografia
Docente di idrochinesiterapia nella facoltà di medicina dell'Università degli Studi di Catania. Impegnato in politica con la Democrazia Cristiana, fu eletto consigliere comunale a Castelvetrano alle elezioni del 1980, del 1985 e del 1990; dello stesso comune in provincia di Trapani fu anche per tre volte sindaco.
Nel 2006, nella XV legislatura, fu eletto alla Camera dei deputati, nella lista Popolari UDEUR nella circoscrizione Sicilia 1. Durante il suo mandato parlamentare fece parte delle Commissioni Cultura e Antimafia. Nel marzo del 2008 lascia l'Udeur per approdare all'Udc.
Li Causi muore la mattina del 13 ottobre 2015, all'età di 68 anni, nella città, a causa di una grave malattia che lo affliggeva da anni.